# Heliococcus hissaricus
Heliococcus hissaricus är en insektsart som beskrevs av Nurmamatov 1975. Heliococcus hissaricus ingår i släktet Heliococcus och familjen ullsköldlöss. Inga underarter finns listade i Catalogue of Life.